# Codul penal al României de la 1936
Codul penal de la 1936 (denumit și „Codul penal Carol al II-lea”) avea un caracter unificator după realizarea Marii Uniri de la 1 decembrie 1918, intrând în vigoare la data de 18 martie 1936. Astfel, s-au introdus pentru prima dată alături de pedepse, măsurile de siguranță, măsurile educative (pentru minori), pedepsele complementare și alte accesorii. Codul nu prevedea pedeapsa cu moartea, pedepsei atribuindu-se rolul educativ și introducându-se instituția individualizării pedepsei.
Documentul era structurat în trei părți: dispoziții generale, dispoziții privitoare la crime și delicte și dispoziții privind contravențiile. Asemeni codului penal anterior, pedepsele erau de trei tipuri: pentru crime, pentru delicte și pentru contravenții. Fiind considerată una dintre cele mai evoluate legi ale acelor timpuri, a rămas în vigoare până în 1969.
Acest cod a fost modificat pe 2 februarie 1948 de către comuniștii ajunși la putere imediat după abdicarea forțată a regelui Mihai.